# Arpa
Pour les articles homonymes, voir ARPA.
L'Arpa (en arménien : Արփա, en azéri : Arpa) est un cours d'eau ayant sa source en Arménie, dans le marz de Vayots Dzor. C'est un affluent de l'Araxe, donc un sous-affluent de la Koura.

## Géographie
La rivière coule vers le sud-ouest et entre en Azerbaïdjan, dans la république autonome du Nakhitchevan. C'est un affluent de l'Araxe (rive gauche), qu'il rejoint à la frontière entre cette république et l'Iran.
L'Arpa reçoit notamment les eaux de l'Amaghou.